# يو أوكوبو
يو أوكوبو (باليابانية: 大久保優) هو لاعب كرة قدم ياباني، ولد في 17 مايو 1997 في كيوتو في اليابان. لعب مع Gainare Tottori ‏.

## وصلات خارجية
- يو أوكوبو على موقع رابطة كرة القدم اليابانية للمحترفين (اليابانية)
- يو أوكوبو على موقع قاعدة بيانات كرة القدم.إي يو (الإنجليزية)
- يو أوكوبو على موقع Soccerway.com (الإنجليزية)